# Heinrich Isaac

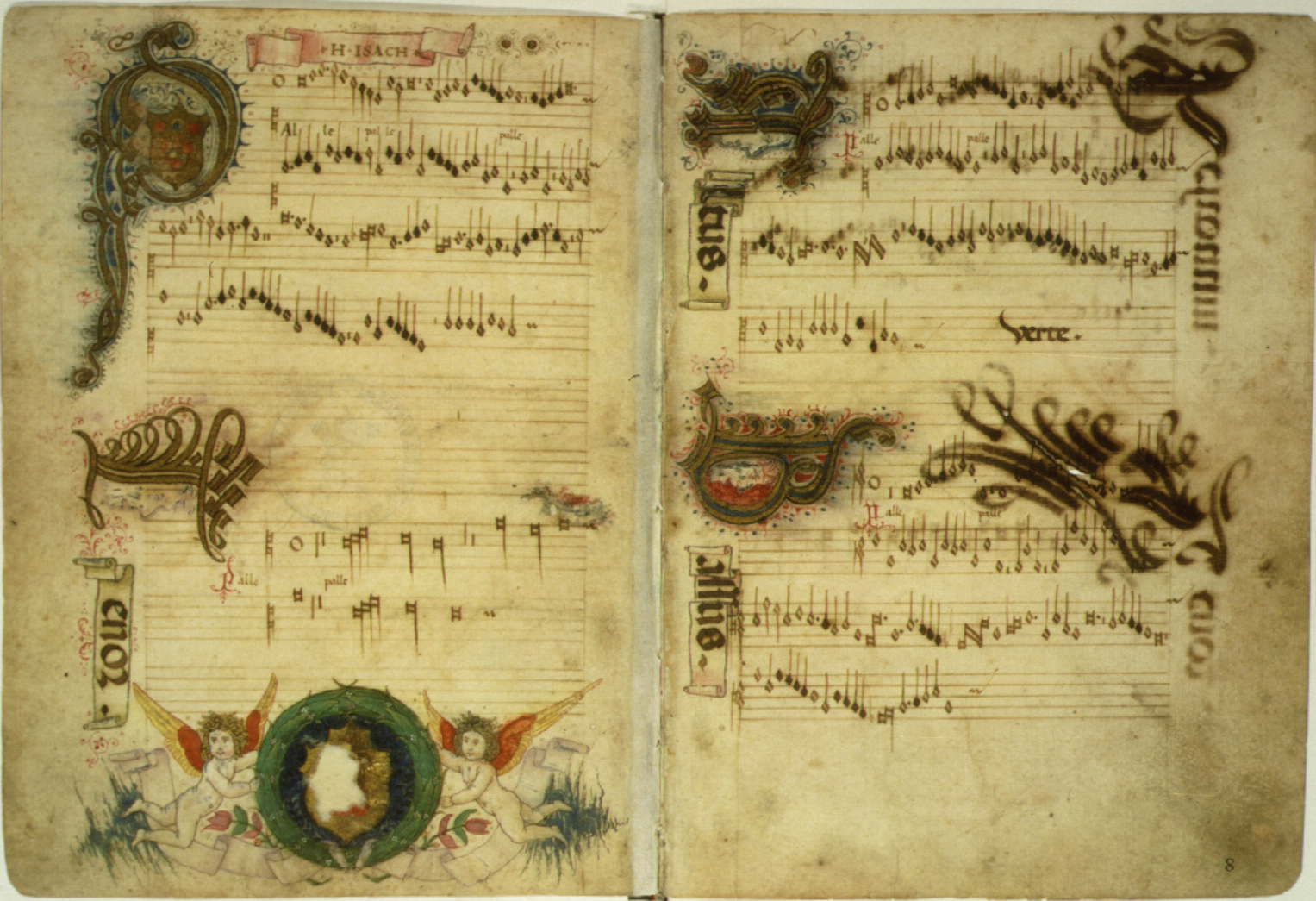
Spartito della canzone Palle, palle.

Heinrich Isaac, anche Henricus, Arrigo d'Ugo e Arrigo il Tedesco (1450 circa – 26 marzo 1517), è stato un compositore fiammingo del periodo rinascimentale. È considerato uno dei più importanti contemporanei di Josquin Desprez ed ebbe un ruolo essenziale nel successivo sviluppo compositivo musicale in area tedesca.

## Biografia
Non si conosce molto dei primi anni di Heinrich Isaac, ma è probabile che sia nato nelle Fiandre ed è certo che stesse componendo già nel 1470, e il primo documento che lo riguardo risale al 1484, quando era compositore di corte ad Innsbruck. In seguito, succedendo ad Antonio Squarcialupi passò al servizio di Lorenzo de' Medici a Firenze, dove fu organista, maestro del coro ed insegnante di musica dei figli di Lorenzo. Uno dei suoi studenti del periodo fiorentino sarebbe diventato papa col nome di Leone X. Nel 1494, all'inizio del periodo dominato dalla figura del Savonarola, i Medici furono banditi da Firenze, e ad Isaac fu concesso di cercare lavoro altrove. Tuttavia, aveva sposato una donna fiorentina e mantenne a Firenze la proprietà di una casa, come attestato dal suo lascito testamentario.

Dal 1497, Isaac fu al servizio di Massimiliano I, imperatore del Sacro Romano Impero. Viaggiò molto attraverso la Germania, e pare abbia avuto molti contatti con compositori tedeschi del tempo. Nel 1502 tornò in Italia, a Firenze e quindi a Ferrara, dove fu concorrente di Josquin per essere assunto a corte: una celebre lettera nell'archivio del casato d'Este raffronta i due compositori: "Isaac è di natura migliore di Josquin. Se è vero che Josquin è un compositore più abile, c'è da dire che Josquin, compone solo quando ne ha voglia, mentre Isaac scrive quando gli si chiede di farlo."

Isaac tornò definitivamente a Firenze nel 1514, dove morì nel 1517.

## La musica
Heinrich Isaac compose una grande varietà di brani: messe, mottetti, composizioni profane in tedesco e in italiano e musica strumentale. Fu uno dei più fecondi compositori del tempo, anche se i suoi lavori furono, nel complesso, meno noti ai contemporanei di quelli di Josquin Desprez. Per quanto riguarda le epoche più recenti, bisogna attendere la fine dell'Ottocento per un inizio di rivalutazione; Anton Webern scelse il Choralis Costantinus di Isaac come argomento della sua tesi di laurea e curò l'edizione moderna del Secondo libro. Il lavoro probabilmente più celebre di Isaac è il lied Innsbruck, ich muss dich lassen ("Innsbruck, ti devo abbandonare"), della quale egli realizzò almeno due versioni. È possibile, tuttavia, che la melodia non sia autografa di Isaac, che ne avrebbe perciò realizzato solo un adattamento in polifonia omoritmica. La stessa melodia sarebbe stata utilizzata in seguito per il corale luterano O Welt, ich muss dich lassen, che fu poi elaborato da Johann Sebastian Bach e Johannes Brahms (fra gli altri) in composizioni proprie. Alcune delle messe di Isaac sono composte secondo la procedura alternatim, in cui parti del testo realizzate in polifonia si alternano con parti in canto gregoriano. Tra queste ricordiamo la Missa de Apostolis a sei voci e le Missae de beata Virgine a quattro e sei voci. La Missa carminum, tutta in polifonia, cita varie melodie non sacre, tra cui quella di Innsbruck, ich muss dich lassen.

### IlChoralis Costantinus
Isaac è tenuto in alta considerazione in virtù del suo Choralis Constantinus. Si tratta di una vasta raccolta di 372 mottetti polifonici basati su melodie gregoriane, da utilizzarsi per il Proprium missae delle festività dell'anno liturgico, oltre a cinque versioni dell'Ordinario della Messa. Il lavoro è il risultato di una commissione che Isaac ricevette dalla Cattedrale di Costanza nell'aprile del 1508 che gli chiedeva di adattare il Proprium della tradizione alla liturgia locale. Isaac si trovava a Costanza perché Massimiliano I aveva convocato il Reichstag (Parlamento nobiliare tedesco) in quella città ed era a sua disposizione per provvedere nuova musica per il coro della cappella. Dopo che sia Massimiliano che Isaac furono morti, Ludwig Senfl, allievo di Isaac, riunì tutte le elaborazioni sul Proprium di Isaac e le dispose secondo l'ordine dell'anno liturgico, inserendo alcuni mottetti non di Isaac che facevano parte del repertorio della cappella imperiale. La raccolta non fu pubblicata prima del 1555, dopo la morte di Senfl; le riforme operate dal Concilio di Trento resero obsoleta una parte dei testi.
 
I mottetti del Choralis Costantinus contengono alcuni degli esempi più fulgidi di composizione su tenor del Rinascimento. Il Choralis Constantinus ha grande importanza nella storia della musica. Anche William Byrd, all'inizio del Seicento, pubblicò una raccolta di mottetti relativi al Proprium delle festività dell'anno liturgico, i Gradualia.
Tra coloro che studiarono quest'opera va annoverato Anton Webern che ne fece l'argomento della tesi di laurea in musicologia conseguita a Vienna con Guido Adler.

## La fortuna
L'influenza di Isaac fu particolarmente vivida in Germania, dove si trovò ad essere il primo maestro della tradizione franco-fiamminga ad essere contemporaneamente residente e largamente noto in Germania. Fu attraverso di lui che lo stile della polifonia fiamminga riuscì decisamente accetto in Germania, rendendo possibili i successivi sviluppi della tradizione contrappuntistica.